# NGC 1284
NGC 1284 este o galaxie lenticulară situată în constelația Eridanul. A fost descoperită în 10 decembrie 1798 de către William Herschel.